# Таканабэ (княжество)
Княжество Таканабэ (яп. 高鍋藩 Таканабэ-хан) — феодальное княжество (хан) в Японии периода Эдо (1587—1871). Таканабэ-хан располагался в провинции Хюга (современная префектура Миядзаки) в регионе Кюсю.

## Краткая информация
Административный центр: город Таканабе, уезд Нака (современный город Таканабе префектуры Миядзаки).
Другое название княжества: Такарабэ-хан (財部藩).
Доход хана 27.000 коку риса.
Княжество управлялось родом Акидзуки, который принадлежал к тодзама-даймё и имел статус правителя замка (城主). Главы рода имели право присутствовать в вербовом зале сёгуна.
Первоначально Таканабэ называлось Кусима. В 1587 году домен Таканабэ получил Акидзуки Танедзане от Тоётоми Хидэёси после капитуляции первого во время покорения острова Кюсю в конце 1580-х годов. Акидзуки Танедзане сохранил контроль над свои княжеством после битвы при Сэкигахара (1600). Первоначально Акидзуки Танедзане перешел на сторону Исида Мицунари, но затем перешел на сторону Токугава Иэясу и занял замок Огаки, убив в нём командиров западной армии и открыв замок восточной армии. В 1604 году Танезане перенес свою резиденцию в замок Таканабе.
Известный даймё Ёнэдзава, Уэсуги Харунори (1751—1822), был вторым сыном Акидзуки Танемицу, 6-го даймё Таканабэ-хана.
В 1871 году Таканабэ-хан был ликвидирован и включен в состав префектуры Таканабэ. Позднее земли княжества вошли в состав префектуры Миядзаки. Бывшая княжеская правящая семья получила титул виконтов (сисяку) в 1884 году.

## Правители
| №  | Имя и годы жизни              | Имя и годы жизни | Годы правления | Ранг, титул     | Примечания                                 |
| -- | ----------------------------- | ---------------- | -------------- | --------------- | ------------------------------------------ |
| 1  | Акидзуки Танэнага (1567—1614) | 秋月種長         | 1587-1614      | 従五位下 長門守 | Старший сын Акидзуки Танедзане (1548—1596) |
| 2  | Акидзуки Танехару (1610—1659) | 秋月種春         | 1614-1659      | 従五位下 長門守 | Старший сын Акидзуки Танэсады              |
| 3  | Акидзуки Таненобу (1632—1699) | 秋月種信         | 1659-1689      | 従五位下 佐渡守 | Старший сын Акидзуки Танехару              |
| 4  | Акидзуки Танемаса (1658—1716) | 秋月種政         | 1689-1710      | 従五位下 山城守 | Второй сын Акидзуки Таненобу               |
| 5  | Акидзуки Танехиро (1687—1753) | 秋月種弘         | 1710-1734      | 従五位下 長門守 | Старший сын Акидзуки Танемасы              |
| 6  | Акидзуки Танемицу (1718—1787) | 秋月種美         | 1734-1760      | 従五位下 長門守 | Второй сын Акидзуки Танехиро               |
| 7  | Акидзуки Танесигэ (1744—1819) | 秋月種茂         | 1760-1788      | 従五位下 山城守 | Старший сын Акидзуки Танемицу              |
| 8  | Акидзуки Таненори (1763—1808) | 秋月種徳         | 1788-1807      | 従五位下 山城守 | Старший сын Акидзуки Танесигэ              |
| 9  | Акидзуки Танетада (1791—1856) | 秋月種任         | 1808-1843      | 従五位下 筑前守 | Второй сын Акидзуки Таненори               |
| 10 | Акидзуки Танетоми (1817—1874) | 秋月種殷         | 1843-1871      | 従五位下 長門守 | Старший сын Акидзуки Танетады              |